# Маргарета фон Нюрнберг
Маргарета фон Хоенцолерн-Нюрнберг (на немски: Margarethe von Hohenzollern-Nüremberg; † 1382) от род Хоенцолерн, е бургграфиня от Нюрнберг и чрез женитба графиня на Насау-Висбаден-Идщайн.

## Произход
Тя е дъщеря на бургграф Фридрих IV Хоенцолерн (1287 -1332) и на съпругата му Маргарета фон Гьорц от Каринтия от рода Горица-Тирол († 1348), дъщеря на граф Албрехт фон Тирол († 1292), и внучка на херцог Майнхард II. Сестра е на Йохан II, бургграф на Нюрнберг, чиято дъщеря Маргарета фон Хоенцолерн-Нюрнберг (1333 – 1377) се омъжва през 1359 г. в Ландсхут за херцог Стефан II от Бавария.
Тя е погребана в Кларентал.

## Фамилия
Маргарета се сгодява на 13 септември 1327 г. и се омъжва в Мюнхен през 1332 г. за граф Адолф I фон Насау-Висбаден-Идщайн (1307 – 1370). Те основават линията Насау-Идщайн. Те имат децата:
- Герлах II (1333 – сл. 1386), трябва да наследи баща си, женен пр. 1360 г. за Агнес фон Велденц († сл. 1398)
- Фридрих († 1371), каноник в Майнц
- Агнес († 1376), омъжена I. на 8 април 1347 г. за граф Вернер IV фон Витгенщайн († 1359), II. пр. 1361 г. за Еберхард I фон Епщайн († 1391)
- Маргарета († 1369/1380), абатиса в манастир Кларентал
- Елизабет († 1389), омъжена на 18 юни 1361 г. за граф Дитер VIII фон Катценелнбоген († 1402)
- Адолф (1353 – 1390), архиепископ на Майнц (1381 – 1390)
- Йохан „Млади“ (1353 – 1420), курмайнцски щатхалтер в Айхсфелд
- Анна (* ок. 1351; † 28 октомври), абатиса в Кларентал
- Валрам IV (1354 – 1393), наследява баща си, женен 1374 г. за Берта фон Вестербург († 1418)
- Йохан († 1419), архиепископ на Майнц (1397 – 1419)
- Катарина († 1403), омъжена на 10 юни 1373 г. за Райнхард II фон Вестербург (1354 – 1421)
- Родорета, омъжена за Йохан фон Вертхайм
- Фридрих, Валрам, Йохан, Йохана, Аделхайд, умират малки.